# Niccolò Serra
Niccolò Serra (né le 17 novembre 1706 à Gênes et mort le 14 décembre 1767 à Rome) est un cardinal italien du XVIIIe siècle.

## Biographie
Serra exerce des fonctions au sein de la Curie romaine, notamment comme préfet de la "Congrégation des routes" et au Tribunal suprême de la Signature apostolique.
Il est élu archevêque titulaire de Mytilène (de) en 1754 et est auditeur-général de la Chambre apostolique en 1760. Le pape Clément XIII le crée cardinal lors du consistoire du 26 septembre 1766. Le cardinal Serra est légat apostolique à Ferrare.

### Sources
- Fiche du cardinal sur le site fiu.edu